# المحاكم التجارية (المغرب)
المحاكم التجارية بالمغرب هي صنف من اصناف المحاكم الابتدائية المغربية تختص ابتدائيا مع حفظ حق الاستئناف في النظر في النزاعات التجارية، تم احداثها سنة 1997 بمقتضى القانون رقم 53.95.
توجد بالمملكة 8 محاكم تجارية تتوزع على مدن فاس، الرباط، الدار البيضاء، طنجة، مراكش، أكادير، وجدة.

## الاختصاص
تختص هذه النوعية من محاكم المملكة في:
- الدعاوى المتعلقة بالعقود التجارية؛
- الدعاوى التي تنشأ بين التجار والمتعلقة بأعمالهم التجارية؛
- الدعاوى بالأوراق التجارية؛
- النزاعات الناشئة بين شركاء في شركة تجارية؛
- النزاعات المتعلقة بالأصول التجارية.[2]

## قائمة المحاكم التجارية بالمغرب
يمثل الجدول الاتي قائمة بالمحاكم التجارية بالمملكة المغربية:
| اسم المحكمة                     | المدينة       | الموقع                                                                      | التاسيس | الموقع الالكتروني                          |
| ------------------------------- | ------------- | --------------------------------------------------------------------------- | ------- | ------------------------------------------ |
| المحكمة التجارية بفاس           | فاس           | شارع أبو علاء المعري، فاس                                                   | 1997    | الموقع الرسمي للمحكمة التجارية بفاس        |
| المحكمة التجارية بالرباط        | الرباط        | شارع الأرز، مجمع محج الرياض، الرباط. صندوق البريد 21576                     | 1997    | المحكمة التجارية بالرباط                   |
| المحكمة التجارية بالدار البيضاء | الدار البيضاء | المحكمة التجارية بالدار البيضاء ابن امسيك سيدي عثمان، 20670، الدار البيضاء. | 1998    | الموقع الرسمي                              |
| المحكمة التجارية بطنجة          | طنجة          | ساحة 9 أبريل طنجة                                                           | 1997    | الموقع الرسمي                              |
| المحكمة التجارية بمراكش         | مراكش         | شارع تسلطانت - سيدي يوسف بن علي، مراكش                                      | 1998    | المحكمة التجارية بمراكش                    |
| المحكمة التجارية بأكادير        | أكادير        | المحكمة التجارية، شارع واد زيز، أكادير                                      | 1998    | الصفحة الرئيسية - المحكمة التجارية بأكادير |
| المحكمة التجارية بوجدة          | وجدة          | شارع العفران وجدة                                                           | 1998    | -                                          |